# Harry H. Corbett
Harry H. Corbett OBE (* 28. Februar 1925 in Rangun; † 21. März 1982 in Hastings) war ein britischer Schauspieler.

## Karriere
Corbett wurde in Großbritannien vor allem durch seine Nebenrolle in der populären Sitcom Steptoe and Son bekannt, die zwischen 1962 und 1965 sowie nochmals zwischen 1970 und 1974 von der BBC produziert wurde und auch zwei Kinofilme nach sich zog. In dieser tragikomischen Serie spielte er die Hauptrolle des Schrottsammlers Harold Steptoe, der gemeinsam mit seinem eigentümlichen, verwitweten Vater (gespielt von Wilfrid Brambell) lebt und nur selten seine Träume erreichen kann. 1963 gewann er hierfür einen British Academy Television Award als Bester Schauspieler. Die enorme Popularität der Serie war für Corbetts Schauspielkarriere allerdings auch ein Fluch, da der renommierte Bühnenschauspieler – manchmal als „britischer Marlon Brando“ gefeiert – im Anschluss fast nur noch Rollen im Stile des Harold Steptoe angeboten bekam.
Sein schauspielerisches Schaffen umfasst mehr als 70 Film- und Fernsehproduktionen. Der Schauspieler war zweimal verheiratet und hatte zwei Kinder. Im Jahr 1976 wurde er zum Officer of the Order of the British Empire ernannt. Corbett starb im März 1982 im Alter von 57 Jahren an einem Herzinfarkt.

## Filmografie (Auswahl)
- 1952: Never Look Back
- 1958: Gejagt (Nowhere to Go)
- 1959: Ein Händedruck des Teufels (Shake Hands with the Devil)
- 1960: Marriage of Convenience
- 1962–1974: Steptoe and Son (Fernsehserie, 57 Folgen)
- 1963: Mein Freund, der Diamanten Joe (Sammy Going South)
- 1965: Ipcress – streng geheim (The Ipcress File)
- 1966: Ist ja irre – Alarm im Gruselschloß (Carry On Screaming!)
- 1967: Mr. Aitch (Fernsehserie, 14 Folgen)
- 1969–1970: The Best Things in Life (Fernsehserie, 13 Folgen)
- 1972: Harold und die Stripperin (Steptoe & Son)
- 1973: Sie reiten wieder (Steptoe and Son Ride Again)
- 1977: Mein lieber Boss, Du bist 'ne Flasche! (Adventures of a Private Eye)
- 1977: Jabberwocky
- 1980: Grundy (Fernsehserie, 6 Folgen)
- 1982: Die unglaublichen Geschichten von Roald Dahl (Tales of the Unexspected; Fernsehserie, Folge The Moles)